# Football Club Sopron
L'FC Sopron (nome completo Football Club Sopron) è stata una società calcistica con sede a Sopron, in Ungheria. Militava nella massima serie del campionato ungherese dopo che nel gennaio 2008 la Federcalcio ungherese, a seguito di inadempimenti finanziari oltre che a quelli di evasione del fisco, del neo presidente, l'italiano Antonio Righi ha escluso il Sopron dalla Soproni Liga 2007-2008, decidendo che sarebbe rimasto con 0 punti in classifica e le rimanenti partite sarebbero state assegnate a tavolino (0-3) agli avversari che avrebbe dovuto affrontare.
Nel 2005-06 hanno militato tra le file del Sopron Giuseppe Signori e Luigi Sartor.
Dalla stagione 2008-09 dopo lo scioglimento per bancarotta l'unica squadra calcistica a rimanere nella città è il Soproni VSE fondato nel 1921 e attualmente militante in NBII che ne prende a tutti gli effetti la successione sportiva.

## Storia

### Le origini
Il club venne fondato nel 1921 quasi in concomitanza con l'altro club della città ovvero il Sopron VSE, polisportiva fondata dai ferrovieri della città. Nel corso degli anni dopo vari cambi di nome ha sempre militato in campionati di terza e quarta divisione. Agli inizi degli anni novanta venne promossa in NBII la seconda serie del calcio magiaro, arrivando a conquistare come miglior risultato il secondo posto nella stagione 1995-96.

### Gli anni 2000
Grazie al secondo posto ottenuto nella stagione di NBII 1999-00 con il nuovo format dei campionati, il club dopo 79 anni di attività vide per la prima volta nella sua storia l'approdo nella massima serie a partire dalla stagione 2000-2001 chiudendo la sua prima annata da esordiente con una tranquilla salvezza e il 9º posto finale. La stagione seguente nonostante il cambio di tre allenatori la squadra si migliorò con un 8º posto, ritornando a un 9º posto la stagione 2002-2003. Ben diverse furono le cose per l'annata 2003-2004 con una rosa più competitiva grazie ai bomber András Horváth e Mihaly Toth oltre che agli allenatori Attila Pintér prima e László Dajka poi a conquistare un sorprendente 5º posto finale (risultato più alto ottenuto nella storia della squadra) qualificandosi di diritto alla Coppa Intertoto esordendo così in una competizione europea. Nel campionato successivo oltre al 7º posto raggiunto in campionato, la squadra guidata da Attila Pintér subentrato nuovamente dopo l'esonero di Dajka, con un brillante percorso nella coppa nazionale, dopo aver battuto in finale il più quotato e attrezzato Ferencváros per ben 5-1 conquista la Coppa d'Ungheria portando per la prima volta nella storia un trofeo oltre che al club anche alla città ovvero quella di Sopron fino a quel momento priva di trofei. 
Nell'estate del 2005 con l'abbandono dello sponsor e del gruppo "MATÁV" molti dei giocatori più forti in rosa andarono via e il club fu sull'orlo del fallimento, finché venne rilevato e risanato dall'imprenditore rumeno di origine ungherese László Máriusz Vízer che garantì l'iscrizione al campionato e la partecipazione alla Coppa UEFA massima competizione europea mai raggiunta fino a quel momento e nella successiva storia del club, raggiungendo accordi con sponsor del calibro di Peugeot e T-Mobile con l'intento di far diventare in breve tempo il Sopron uno dei top club in Ungheria. La campagna acquisti fu faraonica, arrivarono un giovanissimo Pál Lázár, il Nazionale austriaco Rolf Landerl, Cristian Cigan e dall'Italia Nicola Silvestri e soprattutto in attacco Beppe Signori facendo crescere l'interesse mediatico del club in europa, i quali furono i primi calciatori italiani a giocare in Ungheria. Nonostante una rosa molto competitiva la stagione cominciò male e dopo l'uscita dalla Coppa Uefa per mano degli ucraini del Metalurh Donec'k ci fu la sconfitta in Supercoppa d'Ungheria contro il Debrecen, dopo due cambi di allenatori con János Csank e poi Tibor Selymes e una classifica deludente (con la squadra relegata in terz'ultima posizione) nel mercato di riparazione arrivarono altri illustri nomi come Luigi Sartor dall'AS Roma, un giovane Róbert Feczesin e il portiere della Nazionale ungherese Balázs Rabóczki chiamando in panchina l'ex giocatore della Nazionale italiana Dario Bonetti Il 3 maggio 2006 viene esonerato dopo la sconfitta casalinga per 0-1 contro il RAEC dopo aver risollevando la squadra e portandola a metà classifica portandola anche alla qualificazione per la Coppa Intertoto. chiamando per le ultime cinque partite László Vass.
Per la stagione 2006-07 come allenatore viene scelto l'italiano Roberto Landi, sul fronte del mercato vengono acquistati Luca Pinton, il portiere della Nazionale ghanese William Amamoo e promosso in prima squadra il promettente Bálint Bajner visto all'ora come uno dei talenti più promettenti del calcio magiaro. Anche stavolta la stagione partì male e Landi venne esonerato dopo tre partite, in seguito alla sconfitta contro il Gyor e all'uscita dall'Intertoto. Al suo posto venne richiamato Tibor Selymes, ma dopo una serie di risultati negativi nel novembre 2006 fu esonerato in favore di Aurél Csertői, che a sua volta fu esonerato il 19 marzo, richiamando in panchina Dario Bonetti con cui terminerà la stagione all'undicesimo posto.
L'estate del 2007 vide un nuovo cambio di presidenza, con Vízer che vendette il club all'italiano Antonio Righi divenendo così dopo Piero Pini controverso presidente dell'Honvéd dal 2003 al 2006 il secondo italiano a diventare presidente di una squadra ungherese. Righi fece grandi proclami, i quali azzeramento dei debiti della precedente gestione, cinque nuovi giocatori di alto livello e calcio spettacolo. Ma tranne l'arrivo di Gabor Gyomber e di alcuni giocatori italiani provenienti dalla Serie C e D e la scelta dell'allenatore ricaduta sull'ex gloria del calcio ungherese e vecchia conoscenza italiana Lajos Détári, i migliori componenti fino ad allora in squadra lasciarono il club, a settembre venne esonerato Detari, ingaggiando al suo posto Vincenzo Cosco. Con una rosa ridotta all'osso la situazione sia sportiva che economica precipitava sempre di più con gli stipendi a giocatori e addetti ai lavori mai pagati, a novembre si venne a scoprire che Righi era stato già condannato per traffico di droga e ricettazione per la camorra. La situazione già precaria della società sprofondò nel gennaio 2008, quando la Federcalcio ungherese, a seguito di inadempimenti finanziari oltre che a quelli di evasione del fisco, ha escluso il Sopron dalla Soproni Liga 2007-2008, facendo svincolare tutti i calciatori e decidendo che sarebbe rimasto con 0 punti in classifica e le rimanenti partite sarebbero state assegnata a tavolino (0-3) agli avversari che avrebbe dovuto affrontare. Il 15 febbraio dopo il verdetto emesso dal tribunale, il Sopron venne ufficialmente dichiarato fallito dopo 87 anni di attività, lasciando strascichi giudiziari con Righi fino al 2012 fino all'arresto di quest'ultimo avvenuto in Italia per altri reati e alla successione reclusione che dura dal 2014.
Nei mesi successivi al fallimento del club, per mantenere vivo il calcio di alto livello nella città venne invitato a giocare allo stadio cittadino il Káposztás utcai Stadion, occupato fino a pochi mesi prima dallo storico club defunto, il REAC società della capitale Budapest militante sempre nella massima serie, chiamandola con il nuovo nome "Soproni REAC". Per la stagione seguente 2008-09 non fu rinnovato questo accordo, lasciando la città con la sola Sopron VSE militante in NBIII ovvero la terza serie ungherese, facendo scomparire il calcio di alto livello dalla città.

## Cronistoria del nome
- 1921: fondazione del club con il nome di Soproni Sport Egyesület
- 1945: il club viene rinominato in Soproni Postás Sport Egyesület
- 1991: il club viene rinominato in Soproni Távközlési Sport Egyesület
- 1994: il club viene rinominato in Magyar Távközlési Vállalat Sport Club Sopron
- 1998: il club viene rinominato in Magyar Távközlési Vállalat Football Club Sopron
- 2000: il club viene rinominato in Magyar Távközlési Vállalat Football Club Compaq Sopron
- 2002: il club viene rinominato in Magyar Távközlési Vállalat Football Club Sopron
- 2005: il club viene rinominato in Football Club Sopron.

## Palmarès

### Competizioni nazionali
- Coppa d'Ungheria: 1

2004-2005

### Altri piazzamenti
- Supercoppa d'Ungheria:

Finalista: 2005
- Nemzeti Bajnokság II:

Secondo posto: 1995-1996, 1999-2000

## Partecipazione alle coppe europee
Prima del suo fallimento il club ha ottenuto le seguenti partecipazioni ai tornei internazionali:
| Stagione  | Competizione         | Turno                      | Club             | Casa | Trasferta | Aggregato |
| --------- | -------------------- | -------------------------- | ---------------- | ---- | --------- | --------- |
| 2004      | Coppa Intertoto UEFA | 1º turno di qualificazione | FK Teplice       | 1-0  | 1-3       | 2-3       |
| 2005-2006 | Coppa UEFA           | 2º turno di qualificazione | Metalurh Donec'k | 0-3  | 1-2       | 1-5       |
| 2006      | Coppa Intertoto UEFA | 2º turno di qualificazione | Kayserispor      | 3-3  | 0-1       | 3-4       |